# Myersina lachneri
 Myersina lachneri es una especie de peces de la familia de los Gobiidae en el orden de los Perciformes.

## Distribución geográfica
Se encuentra en Papúa Nueva Guinea.

## Observaciones
Es inofensivo para los humanos.